# Lewesiceras
Lewesiceras – rodzaj głowonogów z wymarłej podgromady amonitów, z rzędu Ammonitida.
Jego przedstawiciele żyli w okresie późnej kredy (cenoman–turon).